# لوغفين يوري غريغوروفيتش
لوغفين يوري غريغوروفيتش (5 فبراير 1939 - 22 مايو 2019) كان فنانًا ورسامًا أوكرانيًا.

## الخلفية والتعليم
ولد في كريمنشوك وتوفي في كييف. كان والده غريغوري نيكونوفيتش لوغفين مؤرخًا فنيًا ومعماريًا. درس في مدرسة كييف الفنية الثانوية الحكومية التي تحمل اسم تاراس شيفتشينكو وتخرج منها بامتياز. ثم التحق بمعهد كييف الحكومي للفنون وتخصص في قسم الجرافيك في كلية الرسم.

## سيرته العملية
كان عضوًا في اتحاد الفنانين في جمهورية أوكرانيا الاشتراكية السوفيتية منذ عام 1977 وشارك في العديد من المعارض الفنية.
عمل في التسعينيات والألفينيات على تصميم طوابع بريدية أوكرانية، وهو مصمم للعديد من السلاسل الأولى من الطوابع الأوكرانية القياسية، بما في ذلك سلسلة "المواضيع الإثنوغرافية "أوكرانيا القديمة"" وسلسلة "Hetmans of Ukraine" وسلسلة "تاريخ الجيش في أوكرانيا".
الكتابة: كان أيضًا كاتبًا، ألف حوالي 20 كتابًا تستهدف بشكل أساسي جمهور الشباب، مستفيدًا من معرفته الواسعة بالتاريخ الأوكراني والعالمي والإثنوغرافيا والفولكلور. تشمل أعماله "الشفق القطبي" (1961)، "النار على الصخرة" (1965)، "ميرون شفاتشكا والحصان سيفكو".

## الجوائز والتكريمات
حصل على تمييز "الكاتب الذهبي لأوكرانيا" في عام 2012 وكان حائزًا على جائزة مسابقة الروايات الدولية "تتويج الكلمة" في عام 2013.

## وفاته
في السنوات الأخيرة من حياته، عانى من مشاكل في القلب والأوعية الدموية وتوفي عن عمر يناهز 80 عامًا بسبب سكتة دماغية. دفن في مقبرة بايكوف مع والده.